# Vigilante: My Hero Academia Illegals
Vigilante: My Hero Academia Illegals (ヴィジランテ -僕のヒーローアカデミア ILLEGALS-?, Vijirante -Boku no Hīrō Akademia Irīgarusu-) è un manga scritto da Hideyuki Furuhashi e disegnato da Betten Court. È sia uno spin-off che un prequel della serie manga My Hero Academia di Kōhei Horikoshi. Un adattamento anime prodotto da Bones Films è stato trasmesso dal 7 aprile al 30 giugno 2025. Una seconda stagione è prevista per il 2026.
L'opera ha iniziato la pubblicazione il 20 agosto 2016 su Jump Giga, ma nell'ottobre dello stesso anno è stata trasferita sulla rivista online di Shūeisha Shōnen Jump+. Si è conclusa il 28 maggio 2022. I capitoli sono stati raccolti in 15 volumi.

## Trama
Vigilante: My Hero Academia Illegals è ambientato cinque anni prima degli eventi della serie principale. La storia segue Koichi Haimawari, un giovane che usa il suo Quirk per aiutare gli altri nonostante non sia un Hero autorizzato. Dopo che lui e l'artista di strada Kazuho Haneyama vengono attaccati da un gruppo di teppisti, sono salvati dal forte vigilante Knuckleduster, che recluta Koichi e Kazuho per diventare loro stessi vigilanti.

## Personaggi

### Vigilanti
I protagonisti del manga sono dei Vigilanti, individui che svolgono il compito di eroi senza il consenso delle autorità.
Koichi Haimawari (灰廻 航一?, Haimawari Kōichi)
Doppiato da: Shūichirō Umeda (ed. giapponese), Lorenzo Briganti (ed. italiana)
Un ragazzo di diciannove anni che, nonostante il carattere timido e il suo Quirk poco adatto al combattimento, è in realtà molto eroico: infatti, nonostante non sia un Pro Hero, non vede alcun problema nell'usare il suo Quirk in pubblico, e ciò lo spinge infine a diventare un vigilante conosciuto come The Crawler (ザ・クロウラー?, Za Kurourā). In questa veste, ha l'abitudine di indossare un parka di All Might che gli copre il viso. Il suo Quirk, Slide and Glide (滑走?, Kassō, lett. "planata"), gli permette di scivolare rapidamente su qualsiasi superficie piana, a patto che la tocchi con almeno tre punti del corpo. Inizialmente non riusciva ad andare più veloce di una bicicletta senza correre rischi, ma allenandosi con l'aiuto dei suoi compagni vigilanti ha imparato a gestirlo fino a raggiungere le velocità di un automezzo. Con il tempo trasforma e rende il suo Quirk utilissimo, scoprendo che in realtà agisce come una forza repulsiva che gli permette non solo di scivolare su qualsiasi superficie piana (anche pareti e soffitti, diventando in questo caso anche attrattiva), ma anche di volare limitatamente senza dovere toccare il terreno e creare un colpo repulsivo da lanciare contro gli avversari. In seguito alla sua battaglia finale con Number 6, il suo amico Captain Celebrity garantisce per lui dichiarandolo suo aiutante. Da allora, Koichi si è trasferito in America e si è unito alla compagnia di Captain Celebrity a New York, con un nuovo nome in codice Skycrawler a causa del suo precedente stato di fuorilegge ricercato in Giappone, mentre cercava di ottenere il sostegno del pubblico.
Le sue movenze e le sue pose, oltre al modo in cui usa i suoi poteri, ricordano molto il personaggio di Spiderman della Marvel.
Kazuho Haneyama (羽根山 和歩?, Haneyama Kazuho)
Doppiata da: Ikumi Hasegawa (ed. giapponese), Gaia Chiaro (ed. italiana)
Una liceale all'apparenza timida e introversa che segretamente conduce la doppia vita di idol clandestina. Come idol, indossa un vestito succinto richiamante una succube, ed è conosciuta dal suo pubblico come Pop☆Step (ポップ☆ステップ?, Poppu☆Suteppu). Il suo Quirk Leap (跳躍?, Chōyaku, lett. "balzo") le permette di saltare a diversi metri di altezza e di atterrare in maniera sicura in seguito a un balzo (il che implica che se non immediatamente preceduta da un salto, o comunque un contatto diretto tra piede e terreno, una lunga caduta potrebbe esserle anche fatale). Usando il suo potere organizza concerti non autorizzati su luoghi elevati, per poi eludere facilmente la polizia. Dopo aver tentato, senza successo, di dichiarare il suo amore per Koichi, viene ingannata da Numero 6, che la rapisce la usa come nuovo ospite per Queen Bee diventando la Villain Bee☆Pop (BEE☆ポップ?, Bī☆Poppu) ed iniziando a far saltare in aria varie aree della città con le sue api esplosive: tuttavia il forte affetto per Koichi ha impedito alla regina di avere il pieno controllo della ragazza, che viene in seguito liberata dal suo controllo e, una volta reso inoffensivo lo sciame, finalmente portata in un ospedale di massima sicurezza da Midnight, dove le viene rimossa chirurgicamente la regina e dov'è attualmente in custodia in condizioni gravi.
Iwao Oguro (雄黒 厳?, Oguro Iwao)
Doppiato da: Yasuhiro Mamiya (ed. giapponese), Edoardo Lomazzi (ed. italiana)
Iwao, noto anche con lo pseudonimo di Takeshi Kuroiwa (黒岩 武司?, Kuroiwa Takeshi), è un uomo di mezza età che indaga sul traffico di una droga capace di potenziare i Quirk. Nonostante l'aspetto intimidatorio, il signor Oguro è in realtà una persona di buon cuore che ha deciso di diventare un Vigilante per fare la cosa giusta, e proteggere il suo quartiere e le persone che vi abitano. In passato era conosciuto come l'Hero O'Clock (オクロック?, Okurokku) e il suo Quirk Overclock (オーバークロック?, Ōbākurokku) gli permetteva di accelerare per alcuni secondi in maniera estrema le sue funzioni cerebrali, dandogli un incredibile aumento di velocità (dalle tre alle dieci volte in condizioni normali, anche oltre le venti in casi critici) non solo di movimento e percezione, ma anche di rigenerazione cellulare, permettendo persino di fare ricrescere interi arti. Tuttavia, Iwao era molto cauto nel suo utilizzo, siccome il Quirk, che richiedeva un enorme uso delle riserve di energia del corpo e del cervello, rischiava di danneggiare il suo cervello per ipossia. Tale Quirk gli fu rubato da All For One, ma nonostante fosse rimasto senza poteri la sua straordinaria resistenza e la sua smisurata forza fisica rimasero tali e quali, rendendolo in grado di competere con individui del calibro di Aizawa e dell'allora Stendhal. In questa veste usa anche un rampino per muoversi più agilmente e combatte con delle grosse noccoliere, dalle quali deriva il suo attuale alias: Knuckleduster (ナックルダスター?, Nakkurudasutā). Nel finale, continua il suo lavoro come vigilante solitario a Naruhata.
Il personaggio, in contrapposizione ad All Might, è ispirato a personaggi quali Batman, Il Punitore e Daredevil, che incarnano i concetti più scuri e violenti degli eroi, legati ad ambienti più suburbani; tuttavia, sebbene Iwao faccia parte del lato "oscuro" ed illegale dell'eroismo, la sua figura e quella di All Might sono analoghe essendo entrambi mentori (Toshinori per Izuku, Iwao per Koichi).

### Fabbrica dei Villain
Gruppo misterioso principale antagonista dello spin-off Vigilante: My Hero Academia Illegals. Il suo nome, Fabbrica dei Villain (敵製造工場?, Viran Fakutorī), deriva dalla loro attitudine a portare avanti esperimenti per creare dei Villain in grado di superare in forza gli eroi più forti, come All Might e Endeavor. Per far ciò non esitano a ricorre ad ogni sorta di metodo criminale, tra cui la sperimentazione umana, il terrorismo e l'assassinio. I suoi membri sono in larga parte avvolti nel mistero; i più importanti tra quelli mostrati sono Numero 6 e Quinn Hachisuka. I veri creatori dell'organizzazione sono All For One e Kyudai Garaki, il cui obiettivo principale è l'apice dei loro esperimenti che alla fine porteranno alla creazione di un essere che possa rivaleggiare con All Might in termini di potere.
Numero 6 (No. 6?, Nanbā Shikkusu)
Doppiato da:  Taku Yashiro  (ed. giapponese), Alessio Talamo (ed. italiana)
Conosciuto anche sotto gli pseudonimi di Rokuro Nomura (野村郎?, Nomura Rokurō) e Uomo sfregiato (傷顔の男?, Kizugao no Okoto), è uno dei principali antagonisti di Vigilante: My Hero Academia Illegals. È un giovane uomo con una lunga cicatrice che gli percorre il viso dalla fronte destra alla guancia sinistra, estremamente intelligente e metodico, dato che è riuscito a passare inosservato sotto le vesti di un Pro Hero, Rock (ロック?, Rokku). Era un ragazzino senza nome che soffriva di un grave caso di agnosia, non avendo consapevolezza di sé stesso o di qualsiasi altra cosa. Fu preso come soggetto di prova dal dottor Garaki e All For One, che teorizzarono che fosse il risultato di un difetto cerebrale congenito o il risultato di un trauma fisico durante la sua infanzia, e con il passare del tempo divenne affascinato dalle gesta dell'eroe O'Clock. Dopo aver ottenuto da All For One il Quirk di O'Clock insieme a una forma umana divenne uno dei capi della Fabbrica, compiendo nelle serie diverse azioni criminali. La prima fu l'attacco alla Tokyo Sky Egg, dove mette in seria difficoltà Capitan Celebrity e il Crawler. Successivamente rapisce Pop☆Step, usandola come ospite per Queen Bee e facendole seminare il panico; in realtà il suo vero obiettivo era usare la vigilante come capro espiatorio per entrare in scena come O'Clock II (オクロックII?, Okurokku Tsū) e prendere così il posto dell'eroe. Quando Koichi tenta di salvare Pop, Numero 6 tenterà di fermarlo, ma il vigilante riuscirà a portarlo in un fuoco incrociato tra lui e Endeavor, ferendolo gravemente. Dopo il fallimento di questo piano, Numero 6 sprofonda ulteriormente nella follia. Nel finale, si fa esplodere in un impeto di rabbia, non essendo riuscito a uccidere il suo rivale. Il suo Quirk è quello di O'Clock, Overclock, che gli permette di accelerare per alcuni secondi in maniera estrema le sue funzioni cerebrali, dandogli un incredibile aumento di velocità di movimento e percezione. Numero 6 unisce la capacità rigenerativa aumentata del Quirk con un secondo Quirk esplosivo, con cui è in grado di creare esplosioni e rigenerare in seguito le parti del corpo danneggiate.
Quinn Hachisuka (蜂須賀 九印?, Hachisuka Kuin)
Doppiata da: Sayaka Senbongi  (ed. giapponese), Ilaria Silvestri (ed. italiana)
Villain part-time e una dei principali antagonisti di Vigilante: My Hero Academia Illegals. Tramite il suo Quirk ha controllato per tutto il tempo il corpo di Tamao Oguro, la figlia di Knuckleduster. In queste vesti sembra una normale studentessa, ma in realtà è una villain senza scrupoli incaricata dal capo della Fabbrica dei Villain di diffondere la droga per potenziare i Quirk. Il suo Quirk, definito Queen Bee (女王蜂?, Joōbachi, lett. "ape regina"), le permette di controllare, per mezzo di una regina posta nell'orbita sinistra di Tamao, uno sciame di insetti simili a vespe capace di coprire un'intera area metropolitana e con cui è collegata bio-fisicamente, ricevendo di conseguenza esperienze e informazioni, ma anche dolore ogni volta che gli insetti vengono feriti o distrutti. Poiché la regina è posta nell'orbita sinistra della ragazza, mancante dell'occhio, questa è perennemente coperta da un cerotto medico. Gli insetti possono fungere anche da siringhe, permettendo alla ragazza di gestire il traffico delle sopracitate droghe senza aiuti, e se la larva regina viene impiantata in un corpo, Quinn può controllarlo come se fosse il suo.  Durante le sue indagini, Knuckleduster riuscirà a rintracciarla e a sconfiggerla, espellendola dal corpo di sua figlia. Successivamente una delle api verrà recuperata da Numero 6, che riuscirà a rigenerare Queen Bee e impiantarla nel corpo di Pop☆Step, facendola diventare la Villain Bee☆Pop: tuttavia Pop☆Step riesce a rompere il controllo della nuova regina, che verrà poi anch'essa estratta dal corpo della ragazza.

### Altri personaggi
Soga Kugisaki (釘くぎ崎さき爪そう牙が?, Kugisaki Sōga)
Doppiato da: Kohsuke Toriumi (ed. giapponese), Simone Pirrotta (ed. italiana)
Un violento delinquente che occasionalmente incrocia i vigilanti. Inizialmente solo un antagonista, alla fine diventa uno stretto alleato dei vigilanti, in particolare di Knuckleduster. Il suo Quirk, "Spikes", gli consente di produrre punte dal suo corpo.
Ichimoku Samazu (佐さ間ま津づ一いち目もく?, Samazu Ichimoku) e Jube Namimaru (浪なみ丸まる十じゅう兵べ衛え?, Namimaru Jūbee)
Doppiati da: Hiroaki Okuda (Ichimoku) e Anri Katsu (Jube) (ed. giapponese), Francesco Scipioni (Ichimoku) e Alessio Mussapp (Jube) (ed. italiana)
Due studenti delle scuole medie che incrociano spesso i Vigilanti. Sono entrambi fan di Pop☆Step. Il Quirk di Ichimoku, "Raggi dagli Occhi", gli permette di sparare laser dal suo visore, mentre il Quirk di Jube, "Spade di Legno dalle Mani", gli permette di estrarre lame bokken dal polso.
Makoto Tsukauchi (塚つか内うち真まこと?, Tsukauchi Makoto)
Doppiata da: Asami Seto (ed. giapponese), Chiara Leoncini (ed. italiana)
Sorella minore del detective Naomasa Tsukauchi e studentessa dell'ultimo anno del college di Koichi. Sta studiando il sistema degli eroi e la storia del vigilantismo per la sua tesi di laurea. Diventa amica di Koichi, il quale sviluppa una piccola cotta per lei. Makoto, d'altra parte, inizialmente lo vedeva solo come un amico, ma inizia a provare attrazione per Koichi dopo aver scoperto il suo segreto. Dopo aver trascorso alcuni anni a studiare all'estero e ad assistere Captain Celebrity, Makoto torna brevemente in Giappone per riunirsi a Koichi, e gli confessa i suoi sentimenti, dicendogli anche di aspettare finché non ne avrà parlato prima con Kazuho, consapevole della cotta della ragazza per lui e volendo che sistemino le cose. Il suo Quirk, "Poligrafo", le permette di capire se qualcuno sta mentendo o meno tramite il contatto fisico.
Christopher Skyline (クリストファー・スカイライン?, Kurisutofā Sukairain)
Doppiato da: Toshiyuki Morikawa (ed. giapponese), Diego Baldoin (ed. italiana)
È un pro hero degli Stati Uniti con il Quirk Flight (飛翔/便/飛行/フライト?, Hishō/Ben/Hikō/Furaito), che è costretto a trasferirsi in Giappone a causa dei suoi modi arroganti da playboy che gli causano problemi con il suo matrimonio e numerose cause legali intentate contro di lui. Nonostante la sua arroganza iniziale, diventa un buon amico di Koichi e riesce a migliorare se stesso nel tempo, consentendogli alla fine di tornare a casa. Nel finale, lo tira fuori dai guai legali dichiarandolo suo aiutante, reclutandolo di fatto nella sua compagnia. Il Quirk di Christopher gli conferisce la telecinesi tattile e di volare ad alta velocità, utilizzando il suo campo di forza personale di energia telecinetica. Il suo nome da hero è Captain Celebrity (キャプテン・セレブリティ?, Kyaputen Sereburiti)

## Media

### Manga
Scritto da Hideyuki Furuhashi e illustrato da Betten Court, Vigilante: My Hero Academia Illegals è iniziato sulla rivista Jump Giga della Shueisha il 20 agosto 2016, per poi essere trasferito su Shōnen Jump+ nell'ottobre dello stesso anno. La serie è finita il 28 maggio 2022. Shueisha ha raccolto i suoi capitoli in volumi individuali. Il primo volume è stato pubblicato il 4 aprile 2017. Al 4 luglio 2022 sono stati pubblicati 15 volumi.
In Italia la serie è stata annunciata al Napoli Comicon 2018 da Star Comics che l'ha pubblicata nella collana Kappa Extra dal 12 dicembre 2018 all'8 marzo 2023. La traduzione dei testi è stata curata da Yaeka Yoshida, mentre il lettering è stato realizzato da Christian Biscaro.

#### Volumi
| 1  | 4 aprile 2017 | ISBN 978-4-08-881093-5 | 12 dicembre 2018 | ISBN 978-88-226-1188-8 |
| 1  | Capitoli - 1. Ci sono io (俺がいる?, Ore ga iru) - 2. Takeoff (離陸?, Teikuofu) - 3. Ex Gentil-Man (親切マン改?, Shinsetsu Man aratame) - 4. A viso scoperto (素顔?, Sugao) - 5. Api (蜂?, Hachi) |                        |                  |                        |
| 1  | Trama Koichi Haimawari è uno studente universitario che possiede un Quirk che gli permette di scivolare sulle superfici. Mentre si reca al suo lavoro part-time, osserva l'artista di strada Pop☆Step che viene molestata da un gruppo di teppisti. Koichi tenta di intervenire, ma i due vengono salvati dall'arrivo di un uomo mascherato noto come "Knuckleduster". Knuckleduster crede che Koichi abbia lo spirito giusto per diventare un hero e si dichiara suo maestro, rivelandogli di stare indagando sulla droga "Trigger", che una volta iniettata fa aumentare esponenzialmente la potenza del Quirk di chi la usa, perdendo al contempo la lucidità. Koichi e Pop si uniscono a Knuckleduster, che sta cercando di trovare i possessori di Trigger, ma viene fermato da Aizawa, che lo affronta. Quando tenta di usare il suo Quirk "Erasure" su di lui, scopre che è privo di Quirk, quindi lo lascia andare, ma lo avverte dei potenziali problemi che il loro vigilantismo potrebbe causare. Mentre Koichi ha difficoltà a gestire sia Knuckleduster che Pop☆Step che si sono sistemati nel suo appartamento, il detective Tsukauchi indaga sui recenti avvistamenti di villain a Naruhata, notando come abbiano ricevuto gratis il Trigger da sconosciuti, ipotizzando che stiano inviando una sorta di messaggio. La colpevole è una studentessa delle superiori, Kuin Hachisuka, che è segretamente una Villain part-time. Usando il suo Quirk, "Queen Bee", che le permette di comandare una mente alveare di api contenenti il Trigger, le scatena sulla città, creando un'orda di villain. I pro hero giungono rapidamente per sedare il pericolo e Knuckleduster distrugge una delle api, ma non riesce a trovare il colpevole. |                        |                  |                        |
| 2  | 4 settembre 2017 | ISBN 978-4-08-881249-6 | 6 febbraio 2019  | ISBN 978-88-226-1203-8 |
| 2  | Capitoli - 6. Non è necessario trattenersi (手加減無用?, Tekagen muyō) - 7. Top runner (トップランナー?, Toppu Ran'nā) - 7.5. L'aspetto è importante (見た目が大事?, Mitame ga daiji) - 8. Quella persona" (あの人"のこと?, "Ano hito" no koto) - 9. Condanna (断罪?, Danzai) - 9.5. Maschera (仮面?, Kamen) - 10. Urlo (悲鳴?, Himei) - 11. Linea (一線?, Issen) |                        |                  |                        |
| 2  | Trama Mentre si allena correndo, Koichi incontra Ingenium, che gli fornisce consigli utili per migliorare la sua mobilità. Colpito, Ingenium gli offre un lavoro presso la sua agenzia una volta laureato, ma ritira l'invito una volta venuto a sapere del suo ruolo di vigilante. Durante una lotta contro un villain, Koichi viene poi salvato da un vigilante armato di katana noto come Stendhal. Questi, decide poi di attaccare Soga Kugisaki, uno dei teppisti incontrati da Koichi e Pop, che è stato potenziato dal Trigger, ma Koichi si intromette. Quando Stendhal è in procinto di ucciderli entrambi, viene fermato da Knuckleduster. I due combattono, fino a quando Knuckleduster rompe il naso di Stendhal, costringendolo a ritirarsi. Tuttavia, i discorsi sulla risolutezza del vigilante, fanno nascere una nuova convinzione in Stendhal, che decide cosi di abbandonare la sua maschera e di assumere il ruolo di Stein, "l'uccisore di hero". |                        |                  |                        |
| 3  | 2 febbraio 2018 | ISBN 978-4-08-881335-6 | 13 marzo 2019    | ISBN 978-88-226-1326-4 |
| 3  | Capitoli - 12. Senpai (先輩?, Senpai) - 13. Makoto (真?, Makoto) - 14. Major (MAJOR?, Mejā) - 15. Playboy (PLAYBOY?, Pureibōi) - 16. Mamma feroce in visita! (猛母襲来!?, Mō haha shūrai!) - 17. Formazione team! (タッグ結成!?, Taggu kessei!) - 18. Scivolamento con la forza di volontà! (気合いで加速!?, Kiai de kasoku!) - Special 1. Riunione di Heroes (ヒーロー会合?, Hīrō kaigō) - Special 2. Visita a un Hero (ヒーロー訪問?, Hīrō hōmon) |                        |                  |                        |
| 3  | Trama Koichi viene avvicinato da una studentessa più grande, Makoto Tsukauchi, che gli rivela di stare conducendo un'indagine personale sui Vigilanti di Naruhata e vuole che Koichi la aiuti. Makoto usa il suo Quirk "Poligrafo" su Koichi per scoprire se è uno dei vigilanti, ma fallisce. Koichi e Pop incontrano poi Captain Celebrity, il pomposo ed egocentrico ex Eroe Numero 1 d'America, che si è trasferito in Giappone a causa delle numerose cause legali accumulate a causa delle sue relazioni con le donne. Koichi, in particolare, sviluppa un'avversione per lui, a causa del suo atteggiamento ostentato. La madre di Koichi arriva a Tokyo chiedendo di vedere la sua ragazza. Koichi chiede a Makoto di fingere di essere la sua ragazza, ma sua madre scopre subito l'inganno. Durante una gita a Tokyo, Koichi riesce a salvare Makoto da un incidente, svelando cosi la sua identità. |                        |                  |                        |
| 4  | 4 aprile 2018 | ISBN 978-4-08-881428-5 | 10 aprile 2019   | ISBN 978-88-226-1433-9 |
| 4  | Capitoli - 19. Famiglia (家族?, Kazoku) - 20. Evento in arrivo! (イベント開催!?, Ibento kaisai!) - 21. Formazione gruppo! (ユニット結成!?, Yunitto kessei!) - 22. Il giorno della performance (本番当日?, Honban tōjitsu) - 23. Figlia (娘?, Musume) - 24. Conversazione tra padre e figlia (親子の会話?, Oyako no kaiwa) - 25. Addio, papà (パパにさよなら?, Papa ni sayonara) - 26. Tamao (珠緒?, Tamao) - 0. Trailer marketing (Trailer marketing?) |                        |                  |                        |
| 5  | 4 settembre 2018 | ISBN 978-4-08-881547-3 | 8 maggio 2019    | ISBN 978-88-226-1434-6 |
| 5  | Capitoli - 27. Il nostro solito lavoro (俺たちのいつものシゴト?, Oretachi no itsumo no shigoto) - 28. Nelle mani di un uomo (男がその手に取るものは?, Otoko ga sono te ni toru mono wa) - 29. Prendere in considerazione un'arma (武装検討?, Busō kentō) - 30. Richiesta di collaborazione (協力要請?, Kyōryoku yōsei) - 31. In trasferta a Naniwa! (浪花の街に出張やで!?, Naniwa no machi ni shutchō ya de!) - 32. Una idol con dei segreti! (アイドルには秘密があんねん!?, Aidoru ni wa himitsu ga an nen!) - 33. Qualcosa di pericoloso! (ヤバいモンめっけたで!?, Yabai mon mekketa de!) - 34. Granchi fuori controllo! (カニカニ大暴走や!?, Kanikani dai bōsō ya!) - 35. Hero esploso?! Allora, addio! (ヒーロー爆発!? ほな､さいなら!?, Hīrō bakuhatsu!? Hona, sainara!) |                        |                  |                        |
| 6  | 4 febbraio 2019 | ISBN 978-4-08-881739-2 | 10 luglio 2019   | ISBN 978-88-226-1458-2 |
| 6  | Capitoli - 36. Quello che vogliono tutti! (これがみんなの欲しいモノ!?, Kore ga min'na no hoshī mono!) - 37. Pubblico e provato (公と私と?, Kō to watashi to) - 38. Supervelocità! (超速!?, Chōsoku!) - 39. Un uomo razionale (合理的な男?, Gōriteki na otoko) - 40. Combattere assieme, in modo razionale (合理的に共闘?, Gōriteki ni kyōtō) - 41. Disperatamente! (必殺!!?, Hissatsu!!) - 42. Vado a un gokon (合コンに行くよ?, Gōkon ni iku yo) - 43. È arrivato il momento di cuccare (モテ期が来たよ?, Moteki ga kita yo) - 44. Un viaggiatore clandestino (法外の旅行者?, Hōgai no ryokōsha) |                        |                  |                        |
| 7  | 2 agosto 2019 | ISBN 978-4-08-881839-9 | 15 gennaio 2020  | ISBN 978-88-226-1690-6 |
| 7  | Capitoli - 45. L'uomo che è tornato (帰ってきた男?, Kaettekita otoko) - 46. L'eroe della vigilia di Natale (聖夜の英雄?, Seiya no Hīrō) - 47. E adesso, festa d'addio! (いざ お別れ会!?, Iza o wakare-kai!) - 48. Inizio indagini! → Scovato un ardente amore?! (捜査開始!→熱愛発覚!??, Sōsa kaishi! Netsuai hakkaku!) - 49. L'ora zero (ゼロ・アワー?, Zero Awā) - 50. Proteggi la torre! (タワーを守れ!?, Tawā o mamore!) - 51. Dedicati alle persone! (人事を尽くせ!?, Jinji o tsukuse!) - 52. Il cuore di un palloncino (フーセンの心?, Fūsen no kokoro) - 53. Limiti e cataclismi (限界と破局?, Genkai to hakyoku) |                        |                  |                        |
| 8  | 4 dicembre 2019 | ISBN 978-4-08-882090-3 | 14 ottobre 2020  | ISBN 978-88-226-1979-2 |
| 8  | Capitoli - 54. Hot line (ホットライン?, Hottorain) - 55. Questo è un Hero! (これがヒーロー!!?, Kore ga Hīrō!!) - 56. Non un eroe (英雄に非ず?, Eiyū ni arazu) - 57. L'uomo che diventa bomba (爆弾になる男?, Bakudan ni naru otoko) - 58. Volo internazionale di ritorno in patria (国際線 帰国便?, Kokusaisen kikoku-bin) - 59. Pioggia e nuvole (雨と雲?, Ame to kumo) - 60. Prendo in custodia il gattino smarrito (迷い猫 預かります?, Mayoi neko azukarimasu) - 61. Due e uno (ふたりでひとり?, Futari de hitori) - 62. Cielo di vetro (ガラスの空?, Garasu no sora) |                        |                  |                        |
| 9  | 4 marzo 2020 | ISBN 978-4-08-882240-2 | 13 gennaio 2021  | ISBN 978-88-226-2100-9 |
| 9  | Capitoli - 63. Prendi una decisione (覚悟を決めろ?, Kakugo o kimero) - 64. Forza, Shota (がんばれショータ?, Ganbare Shōta) - 65. Nel cielo dopo la pioggia (雨上がりの空に?, Ameagari no sora ni) - 66. Termine e piani per il futuro (卒業と進路?, Sotsugyō to shinro) - 67. Serio - internazionale - curry piccante (本格･国際･辛口カレー?, Honkaku kokusai karakuchi karē) - 68. Non perdere (負けるな あたし?, Makeruna atashi) - 69. Arriva l'Hero (ヒーロー登場?, Hīrō tōjō) - 70. La vera me (ほんとの自分?, Honto no jibun) - 71. Grazie per le indicazioni (ご指導どうも?, Go shidō dōmo) - 72. Cercando te (君を探して?, Kimi o sagashite) |                        |                  |                        |
| 10 | 4 settembre 2020 | ISBN 978-4-08-882395-9 | 7 luglio 2021    | ISBN 978-88-226-2404-8 |
| 10 | Capitoli - 73. La visita della regina (女王光臨?, Joō kōrin) - 74. Dopo la tempesta (嵐のあと?, Arashi no ato) - 75. Lettera (手紙?, Tegami) - 76. Arma pericolosa (凶器?, Kyōki) - 77. Strategia (作戦?, Sakusen) - 78. In missione (出動?, Shutsudō) - 79. Inferno No. 2 (INFERNO No.2?, Inferuno Nanbā Tsū) - 80. Chi è quello?! (それは誰だ?, Sore wa dareda) - 81. Bee my Pop (BEE MY POP?, Bī Mai Poppu) |                        |                  |                        |
| 11 | 4 gennaio 2021 | ISBN 978-4-08-882484-0 | 8 settembre 2021 | ISBN 978-88-226-2569-4 |
| 11 | Capitoli - 82. Hero superveloce II (超速ヒーローII?, Chōsoku Hīrō Tsū) - 83. Criminale sul suolo (咎人地に在りて?, Togabitochi ni arite) - 84. Il sogno di un eroe (英雄の夢?, Eiyū no yume) - 85. Interrogatorio (尋問?, Jinmon) - 86. Torneo di combattimento mascherato (仮面武闘会?, Kamen butō-kai) - 87. RAP RAP RAP (RAP RAP RAP?) - 88. Col viso nascosto ma le orecchie scoperte (頭隠して耳隠さず?, Atamakaku shite mimi kakusazu) - 89. Zuffa! Tiger bunny (乱闘! タイガーバニー?, Rantō! Taigābanī) - 90. Team up in the UG (チームアップ in the UG?, Chīmuappu in the Andāguraundo) - 91. Piano B di corsa (走るプランB?, Hashiru Puran B) |                        |                  |                        |
| 12 | 2 aprile 2021 | ISBN 978-4-08-882610-3 | 12 gennaio 2022  | ISBN 978-88-226-2914-2 |
| 12 | Capitoli - 92. Might signal (マイトシグナル?, Maito Shigunaru) - 93. Attacco e difesa di tre secondi (3秒?, 3 Byō) - 94. Gambo sotterraneo (U・G・M事件?, Yū Jī Emu jiken) - 95. Luna (月?, Tsuki) - 96. Negoziati (交渉?, Kōshō) - 97. Inseguitori (追手?, Otte) - 98. Un metodo persuasivo razionale (合理的じゃない?, Gōri-teki janai) |                        |                  |                        |
| 13 | 4 ottobre 2021 | ISBN 978-4-08-882747-6 | 11 maggio 2022   | ISBN 978-88-226-3196-1 |
| 13 | Capitoli - 99. Invasione senza volto (無貌の侵略?, Mubō no shinryaku) - 100. Detonazione! (超爆!?, Chōbaku!) - 101. Di corsa nella notte (夜を翔ける?, Yoru o kakeru) - 102. Intruso (侵入者?, Shin'nyū-sha) - 103. Sparando al cervello (脳を撃てば?, Nō o uteba) - 104. Questo volto (この顔?, Kono gao) - 105. Inizio fuga (逃走開始?, Tōsō kaishi) - 106. Chase of crawlers (CHASE OF CRAWLERS?, Cheisu Obu Kurōrāzu) - 107. Cento colpi consecutivi (連打百遍?, Renda hyaku-ben) |                        |                  |                        |
| 14 | 2 maggio 2022 | ISBN 978-4-08-882859-6 | 7 settembre 2022 | ISBN 978-88-226-3436-8 |
| 14 | Capitoli - 108. Minaccia dagli abissi (深淵に棲むもの?, Shin'en ni sumu mono) - 109. Accerchiamento (包囲網?, Hōi-mō) - 110. Disattenzione (油断?, Yudan) - 111. Il ritorno dei pugni serrati (鉄拳復活?, Tekken fukkatsu) - 112. Risultato di un errore di calcolo (誤算の果て?, Gosan no hate) - 113. Il peggior nemico (最悪の敵?, Saiaku no teki) - 114. Dogfight - combattimento aereo (ドッグファイト?, Doggufaito) - 115. Decisione di forza (力の結論?, Chikara no ketsuron) - 116. L'ultimo insegnamento (最後の教え?, Saigo no oshie) - 0.2. Trailer marketing 2 (Trailer marketing2?, Torēra māketingu tsū) |                        |                  |                        |
| 15 | 4 luglio 2022 | ISBN 978-4-08-883177-0 | 8 marzo 2023     | ISBN 978-88-226-3877-9 |
| 15 | Capitoli - 117. Non va assolutamente usato (これは絶対ダメなやつ?, Kore wa zettai damena yatsu) - 118. Epoca d'oro (黄金時代?, Kogane jidai) - 119. Per questo, io... (だから俺が?, Dakara ore ga) - 120. Tifo (応援?, Ōen) - 121. Arrivano i rinforzi (援軍到着?, Engun tōchaku) - 122. One, two, finish (ワンツー・フィニッシュ?, Wantsū Finisshu) - 123. Bye bye, Hero (バイバイ ヒーロー?, Baibai Hīrō) - 124. Sempre sempre (ずっとずっと?, Zuttozutto) - 125. Il futuro di ognuno (それぞれの未来?, Sorezore no mirai) - 126. The Sky Crawler: rising (ザ・スカイクロウラー：ライジング?, Za Sukaikurōrā: Raijingu) |                        |                  |                        |

### Anime
Un adattamento televisivo anime è stato annunciato all'evento Jump Festa 2025 del 22 dicembre 2024. È prodotto da Bones Film e diretto da Kenichi Suzuki, con Yōsuke Kuroda che scrive le sceneggiature, Takahiko Yoshida che disegna i personaggi e Yūki Hayashi, Shogo Yamashiro e Yuki Furuhashi che compongono la musica. La serie è stata trasmessa dal 7 aprile al 30 giugno 2025 su Tokyo MX e altre reti. La sigla di apertura è Kekka orai (けっかおーらい?) di Kocchi no Kento, mentre la sigla di chiusura è Speed (スピード?, Supīdo) degli yutori. Crunchyroll trasmette la serie in streaming. Medialink ha concesso in licenza la serie in Asia meridionale, sud-orientale e Oceania (tranne Australia e Nuova Zelanda) per lo streaming sul canale YouTube di Ani-One Asia. Il 19 marzo 2025, Crunchyroll ha annunciato che la serie avrebbe ricevuto un doppiaggio italiano, il quale è stato pubblicato in contemporanea con la trasmissione originale. Il doppiaggio italiano è curato dalla VSI sotto la direzione di Jacopo Calatroni. L'adattamento dei dialoghi dell'edizione italiana è stato effettuato da Valerio Manenti.
Dopo l'episodio finale della prima stagione, è stata annunciata la seconda stagione, prevista per il 2026.

#### Episodi
| Nº | Titolo italiano Giapponese 「Kanji」 - Rōmaji | In onda        | In onda        |
| Nº | Titolo italiano Giapponese 「Kanji」 - Rōmaji | Giapponese     | Italiano       |
| 1  | Ci sono io 「俺がいる」 - Ore ga iru | 7 aprile 2025  | 7 aprile 2025  |
| 1  | Koichi Haimawari è uno studente universitario del primo anno che possiede il Quirk "scivolamento", che gli permette di viaggiare alla velocità di una bicicletta (che molti civili paragonano a quella di uno scarafaggio). Mentre si reca al suo lavoro part-time in un minimarket, osserva l'artista di strada Pop☆Step esibirsi in uno spettacolo usando il suo Quirk "Leap", e in seguito viene molestato da un gruppo di teppisti incontrati in precedenza, guidati da Soga Kugazaki. Per sfogare le sue frustrazioni, Koichi indossa una felpa col cappuccio di All Might e scende in strada aiutando la gente con compiti semplici, dove viene soprannominato "Gentle-man". Incontra Pop in un vicolo, dove vengono nuovamente affrontati da Soga e dalla sua banda. I due aggrediscono Pop, e poi Koichi quando tenta di intervenire, ma i due vengono salvati dall'arrivo di un uomo mascherato noto come "Knuckleduster". Li elimina tutti facilmente a pugni (mentre ispeziona loro anche la lingua) e dice a Koichi che ha lo spirito giusto per essere un vero eroe e che diventerà il suo "Maestro". Koichi cerca di rifiutare, credendo che l'uomo sia pazzo, soprattutto perché non ha la licenza da eroe, ma lo segue comunque fino al suo appartamento sul tetto. Knuckleduster rivela che sta ispezionando la droga "Trigger", che una volta iniettata fa aumentare esponenzialmente la potenza del Quirk di chi la usa, perdendo al contempo un po' di controllo mentale. A causa della velocità con cui la droga si diffonde e dei suoi effetti, crede che gli Eroi e la Polizia non siano affidabili per risolvere il problema, quindi devono intervenire. Nello stesso momento, un "Uomo sfregiato" si avvicina a Soga e alla sua squadra, dando loro il Trigger, che usano per potenziarsi. Più tardi, Koichi, così come Pop, si uniscono a Knuckleduster, che sta cercando con la forza di trovare i possessori di Trigger ispezionando loro la lingua. Sta per aggredire un uomo con delle bambole nella valigia, quando viene fermato da Eraser Head. |                |                |
| 2  | Takeoff 「離陸 (テイクオフ?)」 - Teikuofu | 14 aprile 2025 | 14 aprile 2025 |
| 2  | Knuckleduster affronta Eraser Head; quest'ultimo tenta di usare il suo Quirk "Cancellazione" su di lui, ma quando il suo tentativo fallisce, scopre che Knuckleduster è privo di Quirk, quindi lo lascia andare. Nello stesso momento, Pop si rende conto che l’uomo che avevano fermato è stato avvistato durante i precedenti avvistamenti degli Villain istantanei, così lei e Koichi si mettono all'inseguimento. Soga e la sua squadra appaiono in cerca di vendetta, ma Koichi e Pop fuggono, e vengono trattenuti da Eraser Head. L’uomo si inietta il Trigger nascosto nelle sue bambole dentro di sé, trasformandolo in un gigante dalle molteplici braccia, che gioca con Pop come se fosse una bambola. Quando Pop inizia a cadere dopo che Knuckleduster ha attaccato il gigante, Koichi, pensando al suo desiderio di essere un eroe, si lancia su un edificio e in aria, permettendo a Pop di saltargli addosso, mentre sopravvive a stento all'atterraggio. L’uomo viene prontamente reso inabile da Eraser Head e arrestato. Eraser Head ringrazia Knuckleduster per il suo aiuto, ma lo avverte dei potenziali problemi che il suo vigilantismo potrebbe causare. Un altro giorno, Koichi, che ora si autodefinisce "The Crawler", e Knuckleduster cercano di fermare uno scontro tra studenti delle medie con risultati alterni, finché Pop non risolve la situazione. I primi due procedono a sconfiggere un villain Istantaneo con un Quirk Indurente. Dopo essere stato arrestato dalla polizia, il detective Tsukacuhi si rende conto che è stato fermato dai Vigilanti e dichiara che devono essere arrestati. |                |                |
| 3  | Api 「蜂」 - Hachi | 21 aprile 2025 | 21 aprile 2025 |
| 3  | Koichi fatica a gestire sia Knuckleduster che Pop☆Step, che si sono sistemati nel suo minuscolo appartamento sul tetto. Più tardi, affrontano un Villain Istantaneo Anguilla che attacca Pop durante uno dei suoi concerti. Il detective Tsukauchi discute con il detective Tanuma dei recenti avvistamenti di Villain Istantanei a Naruhata, notando come i destinatari abbiano ricevuto gratuitamente il Trigger da sconosciuti, ipotizzando che stiano inviando una sorta di messaggio. In seguito, Pop scopre che i suoi fan delle medie, Jube e Ichimoku, hanno stretto amicizia con il Villain Istantaneo Anguilla, Teruo, nella speranza che possa rivelarle dove ha ricevuto il Trigger. Mentre si reca a trovarli, Pop viene accolta da una studentessa delle superiori con una benda sull'occhio, Kuin Hachisuka, che segretamente è un Villain part-time. Usando il suo Quirk, "Ape Regina", che le permette di comandare una mente alveare di api contenente Ideo Trigger, le scatena sulla città, creando un'orda di Villain Istantanei. Gli Eroi giungono rapidamente per sedare il pericolo, ma nel caos, Kuin attira Teruo. Knuckleduster distrugge con rabbia una delle api, non riuscendo a trovare il colpevole. |                |                |
| 4  | Top Runner 「トップランナー」 - Toppu Ran'nā | 28 aprile 2025 | 28 aprile 2025 |
| 4  | Koichi cerca di interrogare Knuckleduster sul suo legame con chi "usa le api" durante una sessione di allenamento, ma lui rimane inerte. Kuin parla in seguito con il suo capo, che la informa di essere più esigente riguardo a chi dare il Trigger. Trova un tossicodipendente e gli somministra una dose, mandandolo su tutte le furie per le strade. Nonostante sia completamente surclassato, Knuckleduster riesce a malapena a schivare gli attacchi dell'Villain istantaneo e infine a sconfiggerlo, ritrovando l'entusiasmo nella sua determinazione a sconfiggere avversari forti. Kuin è preoccupata per la costante interferenza dei Vigilanti, ma il capo lo considera accettabile, poiché consente loro di ricevere dati senza l'intervento degli Eroi e della polizia. Più tardi, Ingenium del Team Idaten insegue un Villain pipistrello, ma questi riesce a fuggire. Una mattina, mentre si allena correndo, Koichi incontra Ingenium, che gli fornisce consigli utili per migliorare la sua mobilità. Colpito, Ingenium gli offre un lavoro presso la sua Agenzia una volta laureato. Quella notte, il Team Idaten affronta nuovamente il Villain pipistrello, che però riesce a sfuggirgli attraverso i vicoli di Naruhata, finché Koichi e Knuckleduster non riescono a eliminarlo facilmente. Ingenium ringrazia poi Koichi per l'aiuto, ma ritira l'invito a causa del suo ruolo di vigilante, sconvolgendo Koichi. |                |                |
| 5  | Condanna 「断罪」 - Danzai | 5 maggio 2025  | 5 maggio 2025  |
| 5  | Koichi si lamenta di essere stato emarginato dai suoi compagni di classe a causa di un malinteso riguardo al suo spazio abitativo. Pop va poi a trovarlo e lo trova mentre cuce e mostra la sua preziosa collezione di felpe con cappuccio All Might. Quando menziona la scomparsa di una di esse, rivela che diversi anni prima, il giorno del suo esame di ammissione al liceo per il corso di eroe, si fermò a salvare un ragazzino caduto nel lago vicino, dando a lui la sua felpa prima di scappare. Nonostante abbia saltato l'esame, Koichi è contento e spera che la sua azione abbia ispirato il ragazzo a diventare a sua volta un eroe, un pensiero che fa infuriare Pop, spingendola ad andarsene. In realtà, era lei la persona che Koichi aveva salvato quel giorno, che custodiva gelosamente la sua felpa e nutriva una profonda infatuazione per lui. Tenta di restituire la felpa per rivelare la verità, ma la schiettezza di Koichi e la presenza di Knuckleduster la impediscono di farlo e, emotivamente, se ne va ancora una volta. Un'altra notte, Akira, il Villain Istantaneo Indurente, riceve un'altra dose di Trigger da Kuin e scatena un'altra furia. Senza Knuckleduster, Koichi non è in grado di affrontarlo da solo, quando viene salvato da un vigilante armato di katana noto come Stendhal. Esprime con entusiasmo il suo entusiasmo per Stendhal a Knuckleduster, quando Pop informa Koichi di un "senpai" di Ichimoku che ha informazioni per loro, solo per scoprire che si tratta di Soga; a causa della loro accoglienza tutt'altro che calorosa, se ne va. Nel frattempo, Akira viene braccato da Stendhal, che lo uccide brutalmente dopo aver espresso le sue convinzioni sulla "giustizia". Si prepara quindi a colpire Soga e i suoi amici, sotto gli occhi incuriositi di Kuin. |                |                |
| 6  | Linea 「一線」 - Issen | 12 maggio 2025 | 12 maggio 2025 |
| 6  | Stendhal uccide un gruppo di yakuza, usando il suo Quirk "Coagulazione" per paralizzarli tutti dopo aver bevuto parte del loro sangue, ricevuto da Kuin; lei intende usarlo per chiudere alcuni dei suoi conti in sospeso. Soga e Moyuru vanno a trovare Rapt, ancora in convalescenza in ospedale, e gli ultimi due dichiarano il loro disinteresse nell'assumere altro Trigger. Soga va da Kuin per concludere la questione, solo per scoprire che si tratta di una trappola con Stendhal che appare per affrontarlo. Intende combattere il vigilante da solo, ma Kuin usa le sue api per iniettargli forzatamente il Trigger nel sistema, trasformando il suo corpo; Soga ha anche dolorose visioni del suo passato, vedendo tutti guardarlo dall'alto in basso o trattarlo con condiscendenza a causa del suo Quirk. Koichi scopre che Stendhal sta tentando di uccidere Soga, quindi si precipita a salvarlo. Stendhal usa il suo Quirk per paralizzare i due e quasi uccidere Soga, ma vengono salvati da Knuckleduster. Nonostante Stendhal inizialmente elogi l'altro vigilante, Knuckleduster critica Stendhal per la sua mancanza di vera determinazione e lo sfida a non oltrepassare il limite o a subire i suoi pugni. Stendhal passa all'offensiva, ma viene colto di sorpresa quando Knuckleduster scavalca lui stesso il limite, infliggendogli un duro colpo al volto e distruggendogli la maschera. Dopo la sconfitta e le parole di vittoria di Knuckleduster, Stendhal cambia idea; pensa che i "falsi eroi" siano quelli che mancano veramente di convinzione e fugge. Knuckleduster si prende cura delle ferite di Koichi, mentre Pop si prende cura con riluttanza di Soga, con quest'ultimo sorpreso dalla noncuranza di Koichi nei suoi confronti nonostante tutto quello che gli ha fatto. Più tardi, dopo aver congedato Kuin con violenza, Stendhal si mutila brutalmente il volto ferito e dichiara che "macchierà" il sangue della società. |                |                |
| 7  | Makoto 「真」 - Makoto | 19 maggio 2025 | 19 maggio 2025 |
| 7  | Al college, Koichi viene avvicinato dalla studentessa più grande Makoto Tsukauchi, che si offre di aiutarlo con i compiti. Lei fa visita nel suo attico (dove Pop si è già nascosta) e gli fa una lezione sulla storia dei Vigilanti, inclusa la loro origine durante l'era della nascita dei Quirk e cosa ha portato alla loro caduta nella categoria dei Villain. Gli rivela inoltre di stare conducendo un'indagine personale sui Vigilanti di Naruhata e vuole che Koichi la aiuti. Più tardi, Makoto parla con suo fratello, il detective Tsukauchi, che la mette in guardia dal potenziale pericolo di entrare in contatto con i "Villain". Un altro giorno, Koichi mostra le sue tecniche migliorate con il suo Quirk, impressionando Knuckleduster ma infastidendo Pop, che è gelosa di Makoto. Koichi incontra Makoto mentre scendono in strada per sondare l'opinione dei cittadini sui Vigilanti, nel tentativo di capire cosa li distingue dagli Eroi e dai Villain. Scoprono che "The Croller" è considerato da molti inquietante, Pop☆Step è elogiata ma anche particolarmente nota per il suo sedere, e "Nonno Pugno" è visto con diffidenza; Koichi è deluso nel sentire della sua accoglienza. Improvvisamente un ladro ruba il portatile di Makoto, così Koichi si traveste di nascosto e lo insegue, anche se Jube e Ichimoku sono quelli che in realtà lo sconfiggono. In seguito, Makoto usa il suo Quirk "Poligrafo" su Koichi e gli chiede se lui è "The Croller"; lui naturalmente risponde di no, il che viene considerato vero. Di conseguenza, Makoto si sente perplessa riguardo al suo rapporto, mentre altrove Koichi esprime la sua lamentela sul fatto che nessuno lo chiami "The Crawler". |                |                |
| 8  | Major 「MAJOR」 - Mejā | 26 maggio 2025 | 26 maggio 2025 |
| 8  | Koichi e Pop incontrano Captain Celebrity, il pomposo ed egocentrico ex Eroe Numero 1 d'America, che ha trasferito la sua carriera da eroe in Giappone a causa delle numerose cause legali accumulate a causa delle sue relazioni con le donne. Koichi, in particolare, sviluppa un'avversione per l'Eroe, a causa del suo atteggiamento ostentato, che include anche il furto di gloria dopo aver sconfitto un Villain istantaneo. Dopo un'occasione in cui i due salvano dei civili da un edificio quasi distrutto, Koichi scopre che Makoto è una delle cheerleader di Captain Celebrity, e la gelosia cresce sempre di più; lui e Pop assistono in seguito a un appuntamento con l'Eroe Americano. Durante l'uscita, Makoto rivela di essere stata in contatto con la moglie separata di Captain Celebrity, Pamela, per assicurarsi che lui corregga la sua immagine. Dopo essersi fatto fotografare con Koichi, Makoto è ispirata a dare al Capitano un nuovo look, modificando la sua squadra di cheerleader per renderla attraente sia per uomini che per donne, con suo stesso disagio. Pochi giorni dopo, Koichi viene a sapere da suo padre che sua madre verrà a trovarlo molto presto, e va nel panico perché sa che se troverà qualcosa di problematico nella sua vita, lo costringerà a tornare a casa. Rivela a Pop di aver mentito e di aver detto di avere una ragazza, facendola uscire furiosa e imbarazzata. La madre di Koichi, Shoko, arriva poco dopo, ispezionando il suo appartamento e chiedendo di vedere la sua ragazza. |                |                |
| 9  | Mamma feroce in visita! 「猛母襲来!?」 - Mō haha shūrai! | 2 giugno 2025  | 2 giugno 2025  |
| 9  | Koichi chiede a Makoto di fingere di essere la sua ragazza, ma sua madre scopre subito l'inganno. Pop appare quindi, nella sua identità civile di Kazuho Haneyama, seguita da Knuckleduster, nella sua identità civile di Takeshi Kuroiwa. Informa Shoko e Makoto di come Koichi e Kazuho lo abbiano aiutato come parte di un'organizzazione no-profit che fa volontariato nei pressi di Naruhata. Dopo che Makoto chiede se Kuroiwa fosse un eroe, Shoko esprime il suo disprezzo per gli Eroi e la sua delusione nei confronti di Koichi per non essere riuscito a superare l'esame di ammissione. Kazuho finisce per parlare, ma non è in grado di spiegarsi e scappa via. Sotto l'insistenza di Makoto, Koichi cerca di fare complimenti per l'abbigliamento di Kazuho, ma dopo averlo definito "casual", se ne va infuriata. Il giorno dopo, Makoto si unisce a Koichi e Shoko per visitare le attrazioni turistiche di Tokyo, con Koichi che acquista una nuova felpa con cappuccio di All Might ad Asakusa. Sul loro autobus, Kuin inietta il Trigger in un gatto lì vicino, facendolo fondere con il mezzo e scatenarsi in città. Ingenium arriva presto per aiutare i passeggeri, con Pop e Knuckleduster che attirano il "Gatto Mostro" su un'autostrada deserta. Il Team di Idaten riesce a evacuare la maggior parte dei civili, ma il Gatto Mostro finisce per fuggire con Makoto ancora a bordo. Ignorando la madre, Koichi indossa la tuta e corre via per aiutare Ingenium, riuscendo a salire sull'autobus, mentre Makoto scopre che Koichi è The Crawler. Koichi e Makoto saltano giù dal Gatto Mostro mentre precipita dall'autostrada distrutta, con Koichi che riesce a eseguire una scossa in aria con il suo Quirk, salvando entrambi. Nello stesso momento, Shoko racconta a Kuroiwa di come, fin da piccolo, lei schiaffeggiasse Koichi che volava, preoccupata per la sua incolumità. Più tardi, mentre Shoko torna a casa, Makoto, arrossita, le dice che non escluderebbe di uscire con Koichi.                                                      |                |                |
| 10 | Evento in arrivo! 「イベント開催!」 - Ibento kaisai! | 9 giugno 2025  | 9 giugno 2025  |
| 10 | Knuckleduster fa visita alla moglie in ospedale, che si rivela in stato catatonico a causa di un'aggressione da parte di Kuin, e le dice che presto si riunirà a "Tamao". Soga indaga in una scuola superiore vicina alla ricerca di informazioni su Kuin, solo per essere attaccato da uno sciame di api, finché non viene salvato da Moyuru e Rapt. Riferisce le sue scoperte a Knuckleduster, e Soga scopre che sta usando Koichi e Pop come "esca" per attirare Kuin fuori. Quella notte, Kuin torna "a casa", dove medita di lasciare la città, mentre Knuckleduster si allena, preparandosi ad affrontarla presto. Un altro giorno, Pop riceve un invito a esibirsi a un evento per i grandi magazzini Marukane, ma è ansiosa di essere coinvolta in un evento con altri artisti. Per aiutarla, Koichi chiede l'aiuto di Makoto (che aveva dedotto l'identità di Pop dopo aver scoperto quella di Koichi) e si attiva sfruttando i suoi contatti con Captain Celebrity per riorganizzare l'evento. Pop scopre poi che prenderà parte a uno spettacolo corale con altri artisti locali, il che la rende ancora più nervosa. Più tardi, Kuin viene a sapere della performance, provando sentimenti contrastanti, mentre Knuckleduster la trova dai tetti. |                |                |
| 11 | Il giorno della performance 「本番当日」 - Honban tōjitsu | 16 giugno 2025 | 16 giugno 2025 |
| 11 | Koichi e Pop vanno al centro commerciale Marukane dove incontrano gli altri artisti, le idol Miu e Yu delle Feathers, la East Naruhata Dance Squad e la band indie rock Mad Hatters. Makoto e tutti gli altri si esercitano per la canzone e l'esibizione, con Captain Celebrity e il suo entourage che pubblicizzano l'imminente "Narufest". Una settimana prima dell'evento, Miu si sloga una caviglia durante l'allenamento con la Dance Squad, così Pop suggerisce un modo per permettere ai tre di esibirsi insieme, facendosi amare dalle Feathers dopo averla precedentemente insultata. Quella sera, Kuin si prepara a scatenare Teruo, il cui corpo è stato notevolmente modificato, durante l'evento. Il giorno stesso, i nuovi FeatherHATS si preparano per l'esibizione, con la partecipazione degli eroi ospiti speciali Midnight e Present Mic. Nel frattempo, Eraser Head scopre che Teruo sta scatenando una furia nelle vicinanze, scoprendo che il suo corpo trasformato è naturale dopo che Cancellazione si è rivelato inefficace. Pensando a Pop, Teruo usa il suo Quirk dell'Anguilla Elettrica per rilasciare onde elettromagnetiche che interrompono l'erogazione di energia in città, incluso il luogo dell'evento. Kuin intende interrompere l'evento con le sue api, ma viene fermata dal suo capo per non attirare troppa attenzione su di loro. Proprio in quel momento, Knuckleduster la affronta, rivelando che Kuin è sua figlia Tamao, posseduta dall'Ape Regina. Armato di un teaser stordente, si lancia all'inseguimento di Kuin, che schiva ogni suo attacco. Lei lancia le sue Api Bomba, ma Knuckleduster riesce facilmente a respingerle e presto si lancia all'inseguimento per tutta la città. |                |                |
| 12 | Addio, papà 「パパにさよなら」 - Papa ni sayonara | 23 giugno 2025 | 23 giugno 2025 |
| 12 | A causa del blackout, Makoto si affretta a risolvere la questione, con i FeatherHATS preoccupati di dover annullare la loro esibizione. Koichi appare con il microfono di Pop☆Step e la convince a usare la sua esperienza da idol freelance per manipolare la folla fino al ritorno della corrente. Pop accetta nervosamente, contribuendo a mantenere la calma tra la folla mentre esegue una delle sue canzoni. Nel frattempo, Knuckleduster mette all'angolo Kuin in un vicolo, costringendola a usare il Trigger su se stessa, il che riduce il controllo dell'Ape Regina su Tamao, rivelando che è scappata di casa dopo una lite con i suoi genitori, dove è stata trovata dalla precedente ospite dell'Ape Regina. Tuttavia, Kuin coglie di sorpresa il Vigilante usando un campione del Quirk dell'Anguilla Elettrica di Teruo per stenderlo con un colpo diretto. Nello stesso momento, la corrente torna nell'edificio Marukane e i FeatherHATS si esibiscono con grande successo. Kuin, infastidita, è pronta a schiantarsi di nuovo, ma Knuckleduster la affronta di nuovo, dopo aver usato antidolorifici e la sua pistola stordente per rianimarsi. Mentre Kuin sta per usare tutta l'energia rimanente per disfarsi del corpo e abbattere il Vigilante, Knuckleduster usa la sua determinazione per sistemare le cose con sua figlia e gli infligge delle scosse elettriche con la sua pistola stordente. Con la figlia sull'orlo della morte, la mente alveare fugge dal corpo, mentre Knuckleduster estrae l'Ape Regina dall'occhio di Tamao, usando un gas feromone per attirare e infine bruciare tutte le api. Quindi usa un defibrillatore collegato alla pistola stordente per rianimare Tamao. In seguito, Eraser Head parla con Tsukauchi della trasformazione di Teruo e di aver scoperto un'ape che estrae qualcosa dal suo corpo, mentre l'Uomo Sfregiato, usando un Quirk della velocità, recupera l'ultima ape rimasta dalla mente alveare, mimetizzandosi tra la folla.                                                                           |                |                |
| 13 | Nelle mani di un uomo 「男がその手に取るものは」 - Otoko ga sono te ni toru mono wa | 30 giugno 2025 | 30 giugno 2025 |
| 13 | Koichi viene inseguito da un Villain istantaneo che assomiglia ad una Mantide, prima di essere salvato da Captain Celebrity. Durante la successiva esibizione al Narufest, con Captain impegnato a girare uno spot pubblicitario con Ingenium, Pop costringe Koichi a presentarsi sul palco come The Crawler, come eroe sostitutivo, con grande imbarazzo di tutti. Nel frattempo, Tsukauchi incontra Eraser Head e Midnight per discutere dei nuovi sviluppi nel caso dei Villain istantanei, poiché Teruo li ha portati a scoprire che la misteriosa organizzazione sta conducendo ulteriori esperimenti sulle persone per trasformarle in "Villain più potenziati" e testare le loro capacità di usare il Trigger. Considerando la portata e le spese che questa organizzazione sta affrontando nell'operazione, ipotizzano quali potrebbero essere i loro obiettivi finali. Allo stesso tempo, il ragazzo sfrecciato scatena un Villain pipistrello appena modificato durante le riprese dello spot, che attacca Ingenium e poi prende di mira Koichi per vendetta, ma viene fermato da Captain Celebrity. Un altro giorno, Koichi nota la maschera e le nocche lasciate da Knuckleduster, pensando di volergliele pulire. Mentre Soga la veglia in ospedale, Tamao riprende conoscenza, proprio mentre Knuckleduster ritorna. Dopo aver insinuato che sua madre fosse morta poco prima, le dice che ora andrà tutto bene perché "è qui". Mentre Koichi, Pop e Makoto appendono una bacheca di sughero nell'attico, un futuro Koichi riflette su come, nonostante Knuckleduster sia stato con loro solo per pochi mesi, la sua presenza si facesse sentire sempre, e che presto ci sarebbero stati dei problemi che avrebbe dovuto affrontare da solo. |                |                |